# 碓井貞光
碓井貞光（日語：うすい さだみつ）平安時代中期武將。為平姓或橘姓。父親為碓井貞兼(或平忠光)，出生地位於相模國碓冰峠附近。

## 生平
仕於源賴光，為賴光四天王之一。因擊退大江山酒吞童子一事而出名。『今昔物語』中曾提到源賴光的三名家臣，其中載有碓井貞光之名（但該記載中並沒有提及四天王之首渡邊綱之名）。

## 傳說
據說某日貞光自越後往上野途中露宿野外，正在閱讀佛經時，突然受到神靈感召曰：「汝閱讀佛經使我們山之神靈感受到你的誠心誠意，故賜與汝可治四萬病苦之靈泉」。貞光調查周圍後果真發現一處溫泉，便取名為「夢想之湯」，也就是現今四萬溫泉的由來。
又某日貞光返回家鄉時，得知碓冰峠上盤踞一條巨大的大蛇，使當地人們苦不堪言。貞光便在十一面觀世音菩薩的護持之下，揮舞著大鐮刀將巨蛇斬殺，並在該處建立碓冰山定光院金剛寺，將觀音菩薩及大蛇的頭骨祭祀於此。
在童話『金太郎』中，碓冰貞光為替主子源賴光尋覓強大的人才而踏上旅途，途中在足柄山與金太郎(坂田金時)相遇後，便將他帶回源賴光身邊，使其成為源賴光的侍從，爾後更成為賴光四天王的一員。

## 考證
在近期的研究中得知平忠通為貞光之子，推斷貞光可能是三浦氏、鐮倉氏的祖先。

## 關連項目
- 渡邊綱
- 坂田金時
- 卜部季武